# ウキヤガラ属
ウキヤガラ属（学名:Bolboschoenus）は、カヤツリグサ科の属の1つ。広義のホタルイ属の1つで、地下に匍匐茎を伸ばし、1本ずつ茎を立て、その先にやや大柄な小穂を付ける。

## 特長

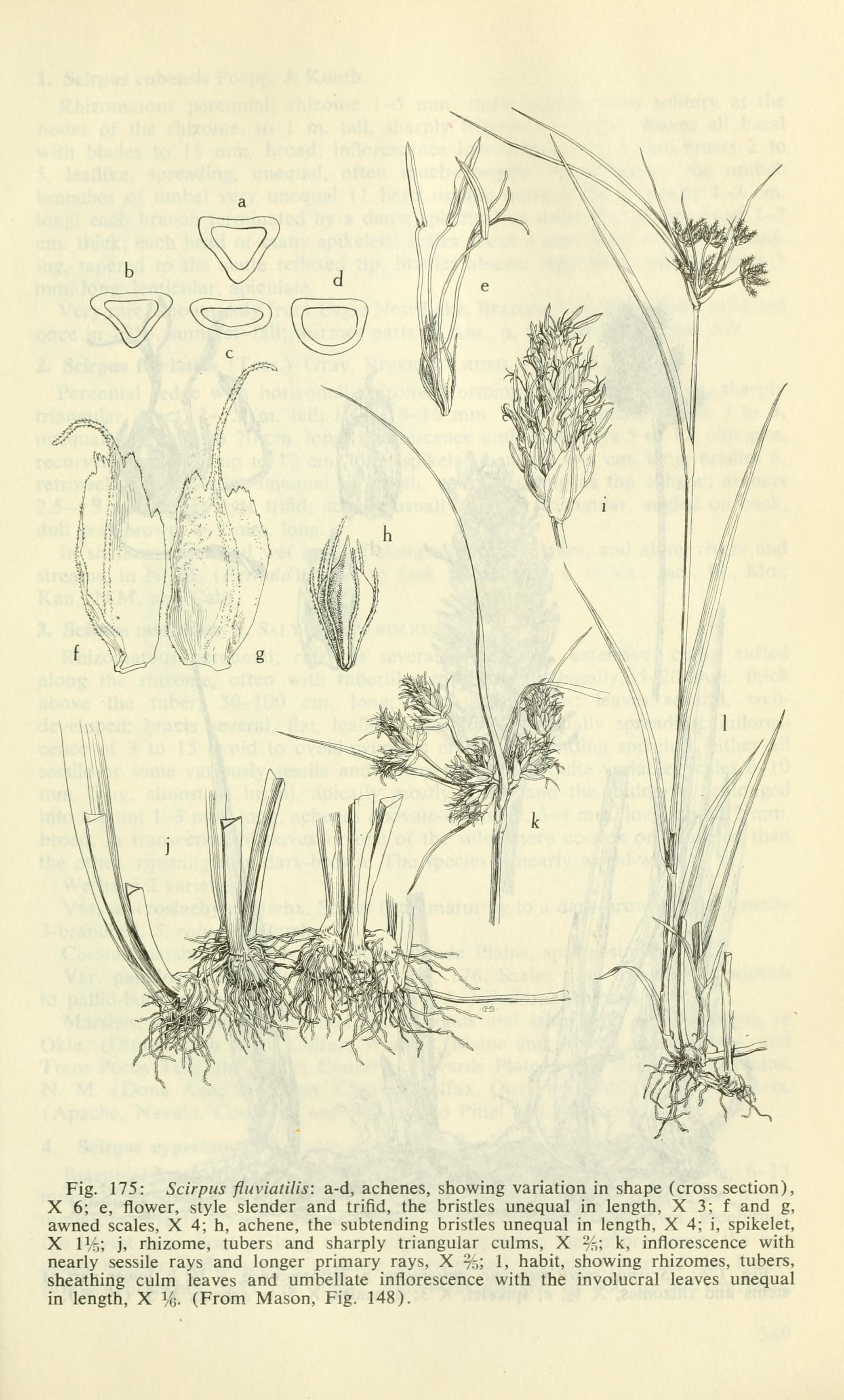
図版(ウキヤガラ)

淡水性、ないし汽水性の湿地植物で、多年生草本。地下茎は長く伸びて横に這い、まばらに稈(茎)を立てる。稈の基部では地下茎が球形に肥大する。茎はそれぞれ単独に立ち、断面は3稜形をしており、基部より上に数個の節がある。葉は茎の節から生じ、葉身は線形で葉舌はない。花序は茎の先端に生じる(頂生)か、または側面に出るように見え(偽側性)、散房状、あるいは頭状に集まり、時に単一の小穂だけからなる。花序の下にある総苞片は1-数個で、葉状で大きく拡がるか、あるいは稈と同じ様子で稈の延長のような形で真っ直ぐに立つかである。
小穂には柄のあるものもないものもある。小穂の鱗片はその背軸面に細かな毛があり、先端は2つに裂けてその間から芒が突き出る。鱗片はらせん状に並び、そこに含まれる花は両性を供え、雄蘂は3個、雌しべでは花柱は2-3に分かれ、その基部は子房と滑らかに繋がる。刺針状で下向きの棘を備えた花被片が2-6あり、それらは早期に脱落する場合も長く残る場合もある。果実はレンズ状または3稜形で、大きくて普通は長さ3mm以上あり、光沢があって先端が嘴状に尖る。果皮は厚い。

## 種と分布
世界に16種がある。淡水や汽水域の湿地や浅い水中に生える。

## 他群との関係
もっとも似ているのはオオサンカクイ属 Actinoscirpusで、全体の形も花序や小穂の構造もほぼ同じである。相違点はこの属では茎に節がなくて茎葉がないこと、小穂の鱗片に芒がないこと、果実が小さいことなどである。

## 下位分類
日本には以下のような種が知られる。
- Bolboschoenus：ウキヤガラ属
  - B. fluviatilis：ウキヤガラ
  - B. koshevnikovii：コウキヤガラ
  - B. planiculmis：イセウキヤガラ